# Monte Grande Bajo
Monte Grande Bajo es un caserío peruano ubicado en el distrito de Huarmaca, perteneciente a la provincia de Huancabamba del departamento de Piura, al norte del Perú. 

## Ubicación
Monte Grande Bajo se ubica al sur de la provincia de Huancabamba, en el distrito de Huarmaca, en el departamento de Piura.

## Demografía
En 2017 Monte Grande Bajo tenía una población de 184 habitantes.